# Graffenrieda patens
Graffenrieda patens är en tvåhjärtbladig växtart som beskrevs av José Jéronimo Triana. Graffenrieda patens ingår i släktet Graffenrieda och familjen Melastomataceae. Inga underarter finns listade i Catalogue of Life.